# Мазар Кози Корпеш і Баян Сулу
Мазар Кози Корпеш і Баян Сулу (каз. Қозы Көрпеш — Баян Сұлу мазары) — загальнонаціональний сакральний об'єкт, одна з найдавніших пам'яток історії Казахстану. Мавзолей побудований в X-XI століттях (на думку деяких казахських дослідників, цей пам'ятник був споруджений щонайменше у V-X ст.). Назву мазара пов'язують з героями казахського ліричного епосу Кози Корпеш і Баян Сулу.

## Розташування
Мавзолей розташований в Аягозькому районі Східноказахстанської області в 7 км на північний захід від аулу Тарлаули, на правому березі річки Аягуз, в 11 км на захід від залізничної станції Тансик.

## Опис
Загальна висота мазару становить 11,65 метрів, товщина стіни 1,86 м. Вхід в мавзолей зі сходу має маленькі вікна розміром 0,7×0,5 см. Перед входом до мавзолею були встановлені попарно чотири скульптури, які зображали, за народними переказами, Кози Корпеш, Баян Сулу, її молодшу сестру і невістку. Ці скульптури тепер втрачені.
Спочатку об'ємна композиція мазару при квадратному плані (з зовнішньої сторони 7,1×7,1 м, з внутрішньої 3,38×3,38 м) являла собою чотиригранну піраміду, створену шляхом напуску рядів горизонтальної кам'яної кладки і увінчану фігурним шпилем.

## Історія досліджень
У 1856 році мавзолей і скульптурна композиція поруч з ним були замальовані Чоканом Валіхановим. У 1858-му його обстежив інший етнограф — Микола Абрамов, а у 1898 — Микола Пантусов.
У 1952 році пам'ятник досліджувала археологічна експедиція Академії наук Казахської РСР під керівництвом Алькея Маргулана.
В 1982 році Мазар Кози Корпеш і Баян Сулу був включений в список пам'яток історії та культури Казахської РСР і взятий під охорону держави. Нині входить до списку 100 сакральних об'єктів Казахстану від Східноказахстанської області.